# 4-Methylanisol
4-Methylanisol ist eine charakteristisch riechende, farblose Flüssigkeit. 4-Methylanisol kann formal als Ether aus 4-Methylphenol und Methanol aufgefasst werden. Es ist ein von drei isomeren Methylanisolen.

## Eigenschaften und Verwendung
4-Methylanisol ist eine brennbare Flüssigkeit mit einem Flammpunkt von 59 °C, Explosionsgrenzen zwischen 1,1 Vol-% (untere Explosionsgrenze) und 8,3 Vol.-% (obere Explosionsgrenze) und eine Zündtemperatur von 490 °C. In der EU ist 4-Methylanisol als Aromastoff unter der FL-Nummer 04.015 zugelassen.

## Risikobewertung
4-Methylanisol wurde 2012 von der EU gemäß der Verordnung (EG) Nr. 1907/2006 (REACH) im Rahmen der Stoffbewertung in den fortlaufenden Aktionsplan der Gemeinschaft (CoRAP) aufgenommen. Hierbei werden die Auswirkungen des Stoffs auf die menschliche Gesundheit bzw. die Umwelt neu bewertet und ggf. Folgemaßnahmen eingeleitet. Ursächlich für die Aufnahme von 4-Methylanisol waren die Besorgnisse bezüglich der Einstufung als CMR-Stoff, Verbraucherverwendung, hohes Risikoverhältnis (Risk Characterisation Ratio, RCR) und weit verbreiteter Verwendung. Die Neubewertung fand ab 2012 statt und wurde von Irland durchgeführt. Anschließend wurde ein Abschlussbericht veröffentlicht.